# Michel Moock
Michel Moock (Elsene, 16 oktober 1951) is een Belgisch apotheker en voormalig politicus voor de PS.

## Levensloop
Beroepshalve was Moock apotheker. Hij sloot zich aan bij de PS en werd verkozen tot gemeenteraadslid in Sint-Jans-Molenbeek, een mandaat dat hij van 1988 tot 2000 uitoefende. In 1995 volgde hij de minister geworden Magda De Galan op als lid van de Kamer van volksvertegenwoordigers voor de Kieskring Brussel-Halle-Vilvoorde. Hij vervulde dit mandaat tot in 1999.
Hij zetelde in het Brussels parlement en in het Parlement van de Franse Gemeenschap van 1999 tot 2004. In dat jaar was hij nog kandidaat, maar werd niet herkozen. Hij keerde toen naar het apothekersberoep terug.